# بيتر روبنز
بيتر روبنز (بالإنجليزية: Peter Robbins)‏ هو لاعب اتحاد الرغبي بريطاني، ولد في 21 سبتمبر 1933 في كوفنتري في المملكة المتحدة، وتوفي في 25 مارس 1987 في برمنغهام في المملكة المتحدة.